# Блукет, Нина Александровна
Нина Александровна Блукет (24 апреля 1902, Обоянь — 6 декабря 1978, Москва) — советская шахматистка, один из организаторов женского шахматного 
движения в СССР; председатель шахматной секции московского Дома учёных (1944—1948). Доктор биологических наук, профессор. Окончив шахматные курсы в Москве (1925), первой из советских женщин получила звание шахматного инструктора. 
Жена мастера спорта А. С. Сергеева. 
Победительница 1-го чемпионата Москвы (1926). Участница 1-го женского чемпионата СССР (1927) — 6—7-е место. В финале чемпионата страны (1934/1935) — 2—5-е место.

## Научные и научно-популярные труды
- Блукет Н. А. Охотники за растениями. — М.: Сельхозгиз, 1939. — 192 с. — (Школьная библиотека. Научно-популярная серия).
- Блукет Н. А. Жизнь растения / Доц. Н. А. Блукет; Под. общ. ред. И. А. Бенедиктова. — М.: Воениздат, 1948. — 60 с. — (Научно-популярная библиотека солдата и матроса).
- Блукет Н. А. Строение и жизнь растения. — Чкалов: Чкал. изд-во, 1949. — 80 с. — (Аграрные беседы).
- Блукет Н. А. Общие сведения из жизни растений: учеб. пособие для слушателей трехлетних агротехнических курсов: первый год обучения. Вып. 1. — Кишинев: б.и., 1950. — 44 с.
- Блукет Н. А. Жизнь и строение растения: учеб. пособие. — М.: Сельхозгиз, 1951. — 64 с. — (Трехлетние агрозоотехнические курсы. Первый год обучения. Вып. 2).